# Lunde Sogn (Svendborg Kommune)
Lunde Sogn ist eine Kirchspielsgemeinde (dän.: Sogn)
auf der Insel Fyn (dt.: Fünen) im südlichen Dänemark.
Bis 1970 gehörte sie zur Harde Sunds Herred im damaligen Svendborg Amt, danach zur Egebjerg Kommune im
Fyns Amt, die im Zuge der  Kommunalreform zum 1. Januar 2007 in der
Svendborg Kommune in der Region Syddanmark aufgegangen ist.
Im Kirchspiel leben 491 Einwohner, davon 424 im Kirchdorf (Stand: 1. Januar 2023).
Im Kirchspiel liegt die Kirche „Lunde Kirke“.
Nachbargemeinden sind im Osten Gudbjerg Sogn, im Süden Kirkeby Sogn und im Westen Stenstrup Sogn, ferner in der nördlich gelegenen Faaborg-Midtfyn Kommune Kværndrup Sogn.